# Молодёжный мост
Молодёжный мост — автодорожный железобетонный рамный мост через реку Карповку в Петроградском районе Санкт-Петербурга, соединяет Петроградский и Аптекарский острова.

## Расположение
Расположен в устье Карповки в створе Песочной набережной. 
Выше по течению находится Барочный мост.
Ближайшая станция метрополитена — «Чкаловская».

## Название
Название дано 4 июля 1977 года по расположенному рядом Дворцу молодёжи.

## История
Мост сооружён в 1975—1976 годах по проекту инженера А. А. Соколова и архитектора А. В. Говорковского в составе реконструкции Песочной набережной и создания сквозного проезда от Каменноостровского проспекта до Большой Зелениной улицы. Строительство выполнило СУ-1 треста Ленмостострой под руководством главного инженера Е. В. Лейкина и производителя работ В. П. Егорова. Изготовление торшеров и фонарей производила бригада В. П. Лактионова специализированного участка научно-реставрационного объединения «Реставратор». Барельефы в бронзе отливал ленинградский завод художественного литья «Монументскульптура». В 1977 году на берегу Малой Невки вблизи моста установлена гранитная стела с барельефами на тему «Молодежь в борьбе за мир, в спорте, в науке, в труде» работы скульптора В. Г. Стамова. 

## Конструкция
Мост однопролётный рамный железобетонный, по статической схеме — трёхшарнирная рама. В поперечном сечении состоит из балок заводского изготовления с криволинейным очертанием нижнего пояса. По верху балки объединены железобетонной плитой проезжей части. С фасадов пролётные строения закрыты металлическим листом. Устои массивные железобетонные на свайном основании, облицованы гранитом. Длина моста составляет 27,7 (29,0) м, ширина — 20,6 м.
Мост предназначен для движения автотранспорта и пешеходов. Проезжая часть моста включает в себя 4 полосы для движения автотранспорта. Покрытие проезжей части и тротуаров — асфальтобетон. Тротуары отделены от проезжей части высоким гранитным парапетом. Перильное ограждение металлическое простого рисунка, завершается на устоях гранитным парапетом. При въездах на мост с четырёх сторон расположены металлические торшеры со светильниками в форме восьмигранных призм. Архитектурные детали торшеров и фонарей позолочены. На правом берегу с низовой стороны моста установлена гранитная стела и устроен гранитный лестничный спуск к Малой Невке.